# Jakobstor

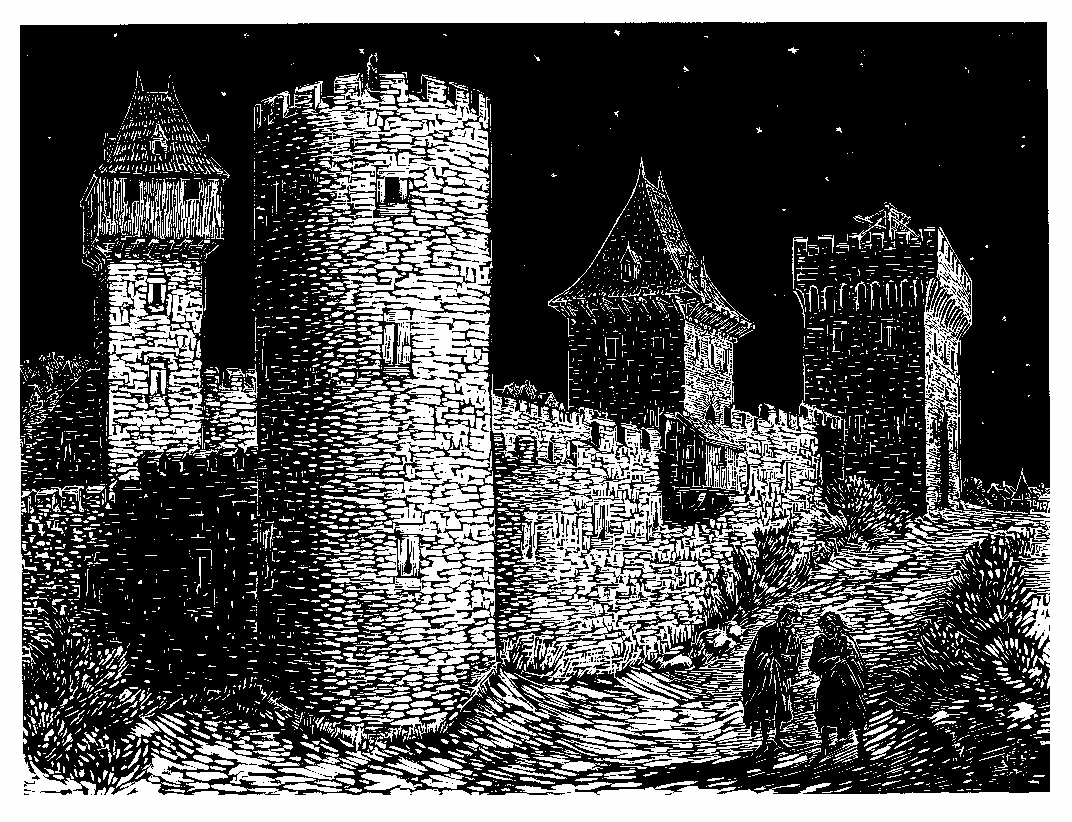
De Rostor, houtsnede van K. J. Gollrad.

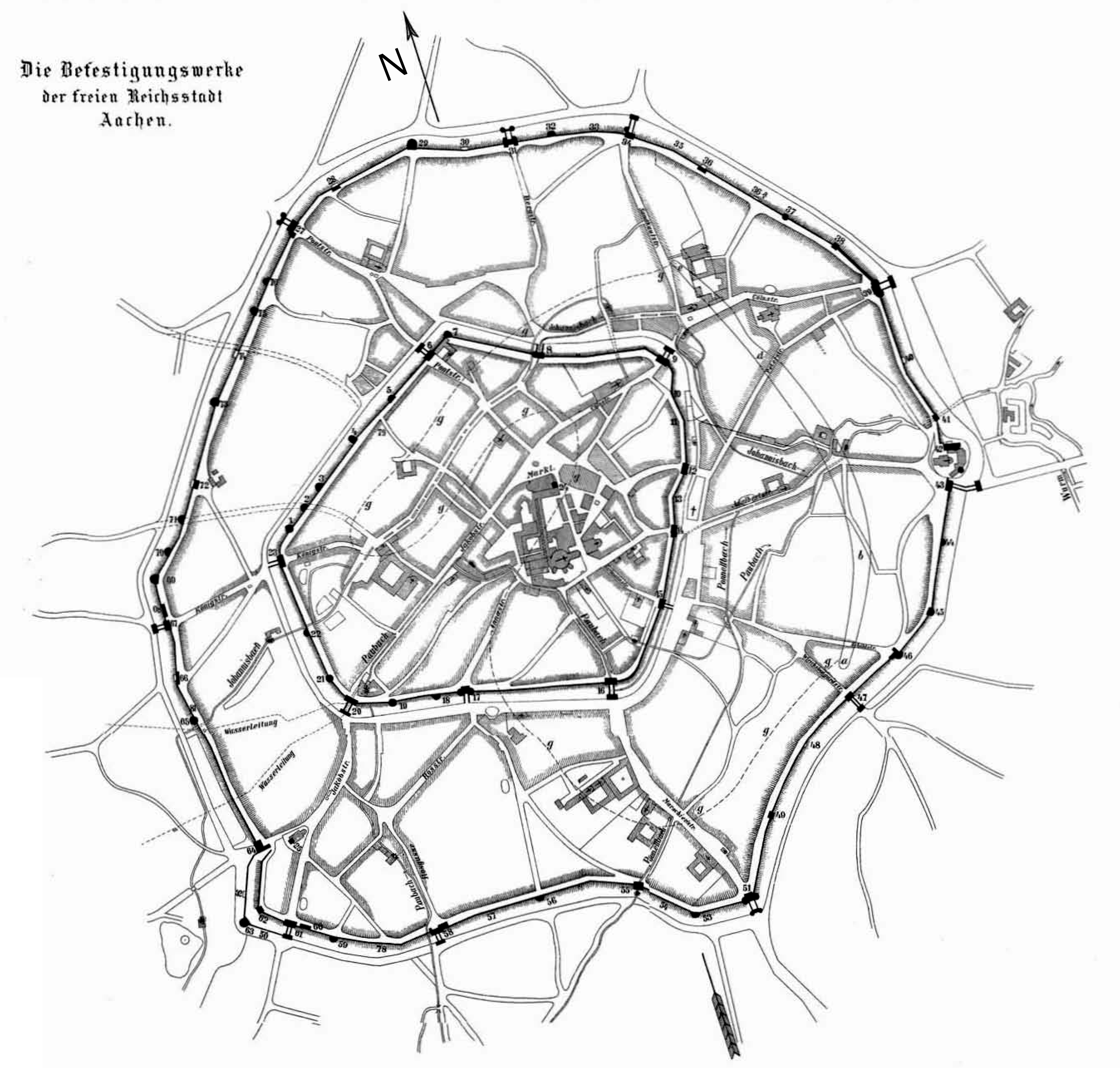
Overzicht van de vestingwerken in Aken. Nummer 61 is de Jakobstor.

De Jakobstor (Nederlands: Jakobspoort) was een stadspoort gebouwd tussen 1300 en 1350 en maakte deel uit van de buitenste stadsmuren van de Duitse stad Aken. Het poortgebouw bestaat niet meer.

## Locatie
De Jakobstor stond aan het eind van de Jakobstraße, die loopt over een heuvelrug, die vanuit het zuidwesten naar het centrum van Aken loopt. Omdat deze weg de oorspronkelijke Romeinse weg volgde, was het een van de belangrijkste verkeersaders van Aken en was de Jakobstor een van de vier belangrijkste poorten van Aken (Ponttor, Kölntor, Marschiertor en Jakobstor). Aan de andere kant van de stad liep deze belangrijkste verkeersader de stad uit via de Kölntor.
In de buitenste stadsmuur stond de Jakobstor in het zuidwesten tussen de Rostor in het zuidoosten en de Junkerstor in het noorden. Tussen de Rostor en de Jakobstor bevond zich alleen de weertoren Lavenstein, op ongeveer 100 meter van de Jakobstor. Ten oosten naast de Jakobstor in de richting van de Lavenstein bevond zich een van de wachthuizen van de Akense stadsmuren. Richting de Junkerstor liep het land sterk af waardoor hier voor de bescherming schansvormige grondwerken werden opgericht: de Lütticher Schanze. Op de stadsmuur stond er tussen de Jakobstor en Junkerstor de toren zonder naam en op de hoek van de buitenste voormuren (Lütticher Schanze) lag de Eyerkeilturm.
De Jakobstor had als equivalent in de binnenste stadsmuren van de stad de Jakobsmitteltor, onderling rechtstreeks verbonden via de Jakobstraße.
Alle stadspoorten op de Jakobstor na lagen op een cirkel met als middelpunt het Katschhof, een open ruimte tussen de achthoek van de Dom en het stadhuis van Aken. Om te verklaren waarom juist de Jakobstor buiten deze groep valt, worden er twee theorieën geopperd.
- De poort was oorspronkelijk de toren van de Sint-Jakobskerk voorzien. Deze was een van de voorwerken van de binnenste stadsmuren en rond deze was er een nederzetting ontstaan. Die nederzetting moest blijven bestaan en moest door de ommuring beschermd worden.
- Het profiel van het terrein vereiste een naar voren uitstekende bouw. Het bereik van de hogerliggende Lütticher Straße maakte de bouw van een verder buitenwaarts gelegen stadspoort noodzakelijk.

## Geschiedenis
De Jakobspoort werd dicht bij de oorspronkelijke Sint-Jakobskerk gebouwd, waarvan de toren reeds als voorwerk van de binnenste stadsmuren om de stad gediend had. In 1320 werd de Jakobstor voor het eerst genoemd. Het is echter onduidelijk of het toen al voltooid was of slechts in aanbouw was. Zijn naam heeft de toren (en de Jakobstraße) te danken aan het feit dat de Jakobsweg over Luik, Parijs en Bordeaux naar Santiago de Compostella liep. In de 15e eeuw was de stadspoort bekend onder de naam "Schevattentor".
Tijdens de Franse bezetting van Aken werd de stadspoort "Lütticher Tor" (Luikerpoort), omdat de verlenging van de Jakobstraße, tegenwoordig nog als de Bundesstraße 264, naar de stad Luik voerde. Als gevolg van Napoleon's instructies om de militaire betekenis van Aken te minimaliseren, werden in het eerste kwart van de 19e eeuw de stadsmuren en de vele poorten geslecht. Onder hen was de Jakobstor.

## Beschrijving
De opbouw van de Jakobstor was gelijk met die van de Ponttor. De voorpoort was bijna net zo hoog als de hoofdpoort en had een plat dak met kantelen. De voorpoort had slechts twee verdiepingen, maar ze waren aanzienlijk hoger dan bij de voorpoorten van andere stadspoorten, en had in plaats van balkenvloeren gewelven. Daardoor was het platte dak stabiel genoeg voor een werpmachine, bijvoorbeeld een slingerarm, met op de nok aanrukkend of in de dwingel de doordringende aanvaller met steenbrokken of brandende pekpotten te kunnen bekogelen. Een werpmachine voor de Jakobstor werd voor de eerste keer in 1349 genoemd.